# Halasinganahalli, Magadi
Halasinganahalli là một làng thuộc tehsil Magadi, huyện Ramanagara, bang Karnataka, Ấn Độ.